# Amphiophiura taranuia
Amphiophiura taranuia är en ormstjärneart som beskrevs av McKnight 1968. Amphiophiura taranuia ingår i släktet Amphiophiura och familjen fransormstjärnor. Inga underarter finns listade i Catalogue of Life.